# 보스를 지켜라
《보스를 지켜라》는 2011년 8월 3일부터 2011년 9월 29일까지 SBS에서 방송된 18부작 드라마 스페셜이다.

## 등장 인물

### 주요 인물
- 지성 : 차지헌 역 - DN그룹 경영전략 1팀 팀장 겸 본부장. DN그룹 오너 차회장의 아들
- 최강희 : 노은설 역 - 삼류대 출신. 대표 청년 실업자. 한때 발산동 노전설이라 불리던, 살짝 놀던(?) 여자
- 김재중 : 차무원 역 - DN그룹 경영전략 2팀 팀장 겸 본부장. 지헌과 사촌관계. 현재 오너인 차회장의 형수이자 DN그룹 계열사 사장인 신숙희의 외아들
- 왕지혜 : 서나윤 역 - P그룹 장녀. 국제변호사. 귀국 후 신숙희의 주선하에 DN그룹 고문 변호사로 일하게 된다.

### 차지헌 가족
- 박영규 : 차봉만 역 - 지헌 부, DN그룹 회장. 조폭회장이란 별명답게 다혈질이다.
- 차화연 : 신숙희 역 - DN그룹 계열사인 C호텔 사장. 차회장의 형수
- 김청 : 황 관장 역 - 나윤의 엄마. P그룹 회장 사모님. P그룹 부설 갤러리 관장. 속물근성을 고급스런 명품으로 가리고 사는 여자
- 김영옥 : 송 여사 역 - 차회장의 모친이자 지헌과 무원의 조모

### 노은설 가족
- 정규수 : 노봉만 역 - 은설부. 자칭 무림고수. 사회부적응자로 세상에 염증을 느낀 뒤 입산. 어릴 때부터 유일하게 좋아했던 무공을 연마하고 도를 닦으며 산 생활 중
- 하재숙 : 이명란 역 - 소싯적 발산, 화곡, 신월동을 주름잡던, 강서구 여자 짱. 고2때 상경한 은설과 제대로 붙은 뒤 친구 먹고, 은설을 아주 잠시 놀던 세계로 인도했던 장본인

### 그 외 인물
- 김형범 : 김 비서 역 - 지헌의 前 비서
- 이다연 : 추혜진 비서 역
- 김하균 : 장 비서 역 - 차봉만의 비서
- 김승욱 : 박 상무 역 - DN그룹 상무 겸 비서실장으로 차 회장의 오른팔 같은 존재. 지헌에게도 무원에게도 제 2의 아버지 같은 존재. 가족이나 진배없다.
- 이희원 : 양하영 역 - 차무원 본부장의 수석 비서. 명문대 출신의 진정한 사친서(사장님 친구 비서. 비서계의 엄친아란 뜻)로 모든 비서들의 적이자 로망
- 이승형 : 정신건강의학과 의사 역
- 허선행 : DN그룹 면접관 역
- 이정성 : DN그룹 면접관 역
- 전일범 : 마트 점장 역
- 한창현 : 집사 역
- 손선근 : DN그룹 직원 역
- 노형욱 : 놀이공원 알바생, 카페 알바생 역
- 김호창 : 버스 성추행남 역
- 전진기 : 형사 역
- 김명진 : 차지헌네 운전기사 역
- 오정원 : 직업소개소 사장 역
- 강민정 : 레스토랑 손님 역
- 조현진 : 레스토랑 손님 역
- 한동환 : DN그룹 직원 역
- 이시원 : DN그룹 사내 영어강사 역
- 주동희 : 호텔 관계자 역
- 미소윤 : 카페 알바생 역
- 전성애 : 잡초 뜯는 여자 역
- 성인자 : 잡초 뜯는 여자 역
- ? : 잡초 뜯는 여자 역
- 윤갑수 : 임원 역
- 김정학 : 안영삼 역 - 경제개혁연대 간사
- 민준현 : DN그룹 직원 역
- 정명준 : 검사 역
- 김태영 : 김 변호사 역
- 박성균 : 기자 역
- 김성훈 : 기자 역
- 이종구 : 김 박사 역 - 차봉만의 주치의
- ? : 경호원 역
- 정병호 : 의사 역
- 홍승범 : 의사 역
- ? : 기자 역
- 구본석 : 기자 역
- 신영진 : 노은설을 스카웃한 여자 역
- 윤기원 : 서나윤의 맞선남 역
- 최윤준 : 치킨집 사장 역
- 이종래 : DN그룹 임원 역
- 김효주
- 김결

### 특별출연
- 안내상 : 사채업자 역
- 변기수 : 스피치학원 강사 역
- 홍석연 : 물류센터 직원 역
- 오현경 : 장 비서의 맞선녀 역

## 수상 경력
- 2011년 SBS 연기대상 10대스타상, 베스트 커플상,여자 최우수연기상,네티즌 인기상 최강희
- 2011년 SBS 연기대상 10대스타상, 베스트 커플상,남자 최우수연기상 지성
- 2011년 SBS 연기대상 뉴스타상 김재중
- 2011년 SBS 연기대상 뉴스타상 왕지혜
- 2011년 SBS 연기대상 특별연기상 박영규
- 2011년 SBS 연기대상 공로상 김영옥

## OST
- 2011년 8월 10일 3회 방송분에 그룹 JYJ 김재중이 부른 '지켜줄게' ost가 공개되었다[1]

## 연장
- 2011년 9월 9일 : 보스를 지켜라 방영 분량이 16부작에서 2회 연장되어 18부작으로 변경·확정되었다.[2][3]

## 시청률
최저 시청률과 최고 시청률은 시청률 조사회사와 지역별로 시청률에 차이가 있을 수 있습니다.
| 2011년      | 2011년      | 2011년         | 2011년       | 2011년         | 2011년       |
| 회차        | 방송일      | TNmS 시청률    | TNmS 시청률  | AGB 시청률     | AGB 시청률   |
| 회차        | 방송일      | 대한민국(전국) | 서울(수도권) | 대한민국(전국) | 서울(수도권) |
| ----------- | ----------- | -------------- | ------------ | -------------- | ------------ |
| 제1회       | 8월 3일     | 12.1%          | 14.5%        | 12.6%          | 14.5%        |
| 제2회       | 8월 4일     | 13.4%          | 16.3%        | 14.7%          | 17.8%        |
| 제3회       | 8월 10일    | 15.3%          | 18.3%        | 15.5%          | 17.8%        |
| 제4회       | 8월 11일    | 15.3%          | 17.6%        | 16.4%          | 18.7%        |
| 제5회       | 8월 17일    | 15.7%          | 19.2%        | 17.8%          | 20.5%        |
| 제6회       | 8월 18일    | 16.1%          | 19.0%        | 17.8%          | 20.4%        |
| 제7회       | 8월 24일    | 14.0%          | 17.8%        | 16.3%          | 18.5%        |
| 제8회       | 8월 25일    | 15.6%          | 18.7%        | 16.5%          | 19.0%        |
| 제9회       | 8월 31일    | 14.0%          | 17.2%        | 16.0%          | 18.3%        |
| 제10회      | 9월 1일     | 14.5%          | 17.5%        | 15.4%          | 17.2%        |
| 제11회      | 9월 7일     | 13.2%          | 15.5%        | 15.3%          | 17.4%        |
| 제12회      | 9월 8일     | 13.4%          | 16.2%        | 14.8%          | 16.6%        |
| 제13회      | 9월 14일    | 13.9%          | 18.1%        | 13.2%          | 15.4%        |
| 제14회      | 9월 15일    | 13.3%          | 15.8%        | 14.0%          | 15.3%        |
| 제15회      | 9월 21일    | 13.5%          | 16.9%        | 14.5%          | 16.6%        |
| 제16회      | 9월 22일    | 12.9%          | 15.4%        | 14.1%          | 16.4%        |
| 제17회      | 9월 28일    | 14.1%          | 17.1%        | 12.9%          | 15.5%        |
| 제18회      | 9월 29일    | 14.6%          | 18.1%        | 14.2%          | 16.6%        |
| 평균 시청률 | 평균 시청률 | 14.2%          | 17.2%        | 15.1%          | 17.4%        |

## 경쟁 프로그램
- 공주의 남자 (KBS2, 2011년 7월 20일 ~ 2011년 10월 6일)
- 넌 내게 반했어 (MBC, 2011년 6월 29일 ~ 2011년 8월 18일)
- 지고는 못살아 (MBC, 2011년 8월 24일 ~ 2011년 10월 20일)